# Amrapali
Amrapali é um filme de drama indiano de 1966 dirigido e escrito por Lekh Tandon. Foi selecionado como representante da Índia à edição do Oscar 1967, organizada pela Academia de Artes e Ciências Cinematográficas.

## Elenco
- Vyjayanthimala – Amrapali
- Sunil Dutt – Ajatashatru
- Prem Nath – Senpati Veer de Magadh
- Bipin Gupta –
- Gajanan Jagirdar – Kulpati Mahanam
- K.N. Singh – Balbadra SIngh
- Madhavi – Raj Nartaki
- Mridula Rani – Raj Mata
- Ruby Mayer
- Narendra Nath – Lord Buddha